# Salamone Rossi
Salamone Rossi, także  Salomone, Salomon de’ Rossi, Szlomoh Me-ha-Adumim, zwany Ebreo (ur. 19 sierpnia 1570 w Mantui, zm. ok. 1630 tamże) – włoski kompozytor i instrumentalista pochodzenia żydowskiego.

## Życiorys
Przez całe życie związany był z dworem Gonzagów w Mantui jako członek żydowskiej trupy teatralnej, okazjonalnie zatrudniany był też jako skrzypek, violista i kapelmistrz. Na mocy książęcego przywileju nie musiał nosić nakazanych przez prawo Żydom żółtych odznak na odzieży. Przypuszczalnie zmarł w getcie mantuańskim na skutek epidemii po najeździe wojsk cesarza Ferdynanda II.
Należał, obok Monteverdiego, Striggia i Fariny, do grona muzyków związanych z dworem mantuańskim. Jego twórczość stylistycznie reprezentuje schyłkowy renesans, uprawiał przestarzały już ówcześnie typ 5-głosowego polifonicznego madrygału a cappella. Uważany jest za jednego z pierwszych twórców sonaty triowej i duetów kameralnych. Nawiązując do wzorców muzycznych ustalonych na soborze trydenckim podjął pionierską próbę wprowadzenia kompozycji polifonicznych do muzyki synagogalnej. W zbiorze Haszirim aszer lisz’lomo („Pieśni Salomona”) zawarł 33 wielogłosowe opracowania psalmów, hymnów i pieśni żydowskich, nawiązujące do tradycji włoskiego madrygału.

## Kompozycje
(na podstawie materiałów źródłowych)

### Utwory instrumentalne
- Il primo libro delle sinfonie e gagliarde na 3–5 instrumentów (wyd. Wenecja 1607)
- Il secondo libro delle sinfonie e gagliarde na 3–5 instrumentów (wyd. Wenecja 1608)
- Il terzo libro de varie sonate, sinfonie, gagliarde, brandi e corrente na 3–5 instrumentów (wyd. Wenecja 1623)
- Il quarto libro de varie sonate, sinfonie, gagliarde, brandi e corrente na 3 instrumenty (wyd. Wenecja 1622)

### Utwory wokalno-instrumentalne
- Il primo libro delle canzonette na 3 głosy (wyd. Wenecja 1589)
- Il primo libro de madrigali na 5 głosów (wyd. Wenecja 1600)
- Il primo libro de madrigali na 4, 8 głosów i basso continuo (wyd. Wenecja 1614)
- Haszirim aszer lisz’lomo na 4–6–, 8 głosów (wyd. Wenecja 1623)
- Madrigaletti na 2 głosy i basso continuo (wyd. Wenecja 1628)

### Utwory sceniczne
- intermedium Il ratto di Proserpina do L’idropica G.B. Guariniego (wyst. Mantua 1608, zaginione)
- balletto Spazziam pront’o vecchiarelle do La Maddalena G.B. Andreiniego (wyst. Mantua 1617)